# BADKIZ
BADKIZ（배드키즈），為韓國女子團體，2014年3月24日，BADKIZ以单曲《Ear Attack》正式出道。 2019年2月15日至2020年2月12日期間曾更名為HOT PLACE。2020年曾解散，2022年重組時成員包括Eunyu、Seoeun、Rosy、Yousi，後來Seoeun在2024年初退出，現任成員為Eunyu、Rosy、Yousi、Harin。

## 團體資料

### 粉絲名稱
粉絲名稱為「GOODKIDZ」（韓語：굿키즈）

## 经历

### 2014年
3月24日，以Monika、BomBom、Yeunji、Eunjoo、Jina組成的BADKIZ发布她们的首张数位單曲《귓방망이 (Ear Attack)》。
接著，Monika和Jina发行了单曲《아버지 (Father)》。
隨后，Eunjoo和Yeunji皆以想成為演員為由退出。
9月，加入兩名新成員Yoomin和Hana。
11月13日，发行第二张數位单曲《바밤바 (BABOMBA)》，单曲MV有超过一百万的浏览量，MV因包括许多著名的韩国喜剧演员而出名。

### 2015年

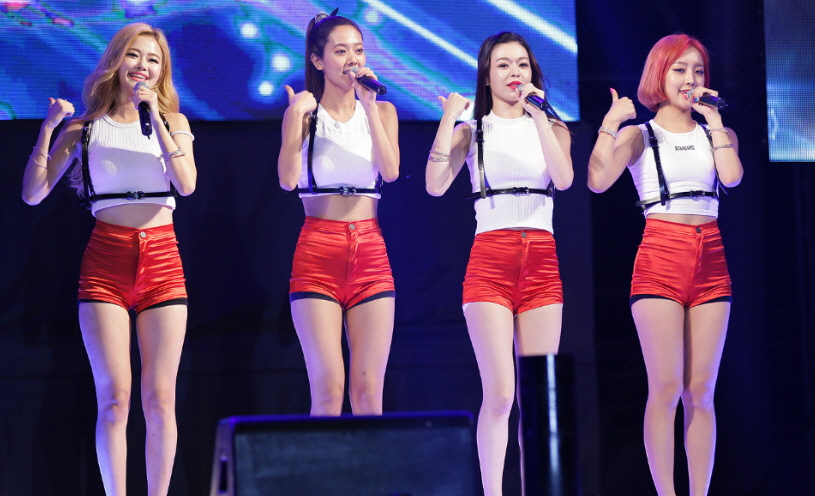
2015年的BADKIZ
左起：LuA、Haneul、Monika、K.Me

3月，Yoomin退出，在短暂的一段时间里，加入Hankyoung，继续以5人体制活动。
4月尾，Jina、BomBom和Hana退出。
Zoo娛樂隨後宣布加入新成员Haneul和K.Me。另外，正式出道的Hankyoung將使用藝名LuA進行活動。
8月7日，发行第三张数位單曲《이리로 (Come Closer)》，這也是BADKIZ出道以來首次嘗試性感風格。
12月，Monika发行OST歌曲《A Little Short》。

### 2016年
2016年4月尾，Haneul退出，A-Min加入。
5月，Zoo娛樂宣布加入Somin，恢復出道時的五人體制。另外，正式出道的A-Min將使用藝名U-Si進行活動。
8月15日，发行第四张數位单曲《핫해 (HOTHAE)》。
《핫해 (HOTHAE)》活動結束後，LuA在家附近遇上车祸，導致手臂和腿受傷，因此退出。同時，Zoo娛樂宣布加入新成員Duna。
11月21日，发行第五张數位单曲《귓방망이2 (Ear Attack 2)》，是她们首张數位单曲《귓방망이 (Ear Attack)》的重制版。

### 2017年

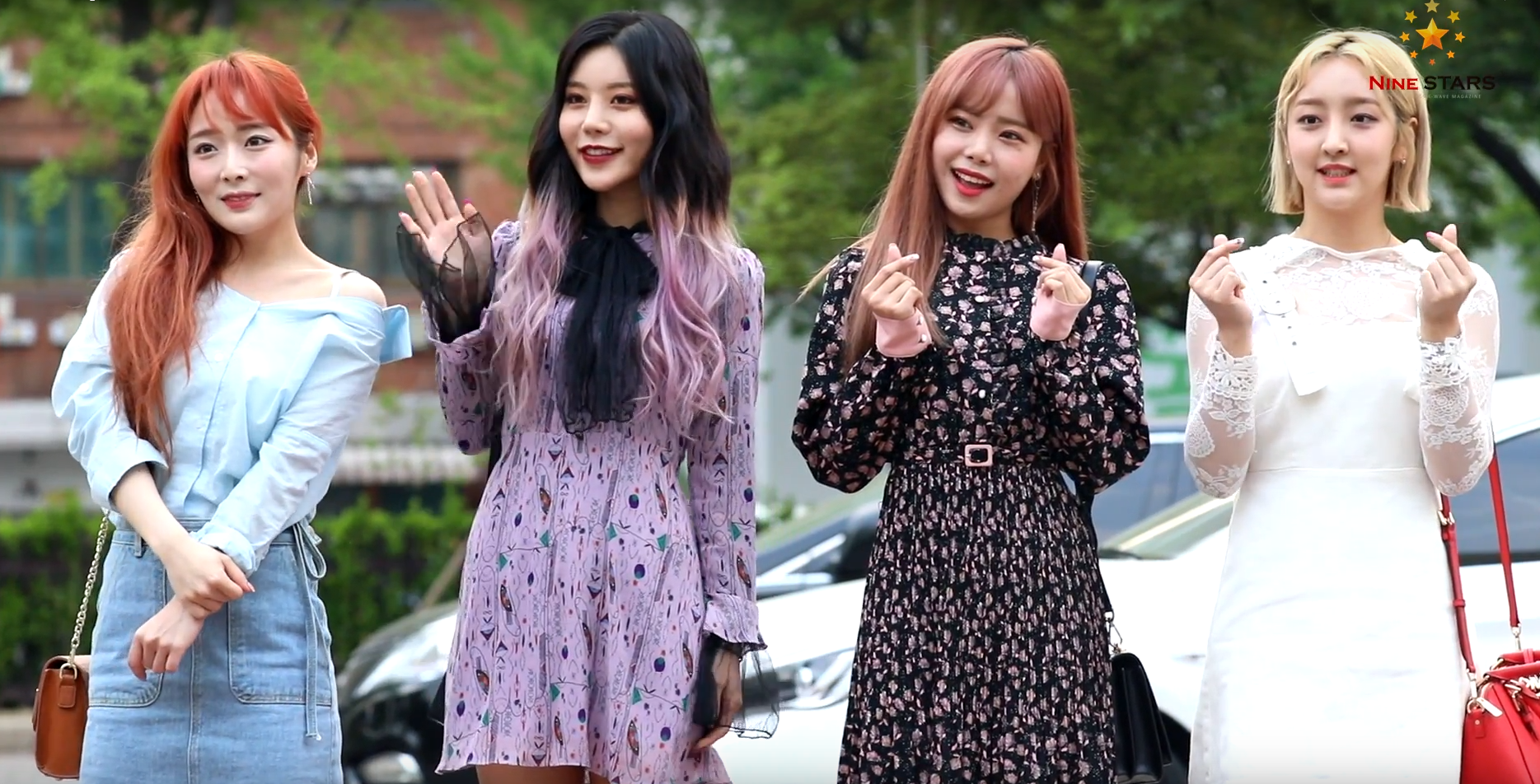
2018年4月的Badkiz
左起：Sol.B、Somin、Lohee、K.Me

7月4日，发行第六张数位单曲《Give It To Me》，這也是BADKIZ出道以來首次沒有成員變動的回歸。
《Give It To Me》活動結束後，ZOO娛樂確認U-Si及Duna分別因健康及個人因素而退出，並於2018上半年發行新曲回歸。
隨後，Zoo娛樂宣布加入新成員Dahyun和Sol.B。

### 2018年
3月19日，出道成員Monika在V LIVE中宣布退出。
4月6日，發行第六張數位單曲《딱 하루 (Just One Day)》，這是首次沒有原成員的回歸。另外，正式出道的Dahyun將使用藝名Lohee進行活動。
《딱 하루 (Just One Day)》活動結束後，不久Sol.B便悄悄退出，Seohyun隨後加入。
9月16日，K.Me以親筆手寫信宣布退出，Hayoung隨後加入。另外，Seohyun將使用藝名Hanbit進行活動。
10月17日，Lohee宣布因健康問題退出，公司隨後加入Sihyun。
11月，ZOO娛樂將BADKIZ的以前的社交網站貼文及YouTube上的影片刪除，並以Kira稱呼Somin，可推測Somin將使用藝名Kira進行活動。

### 2019年
2月初，Hayoung的V Live和舞蹈影片一併被刪除（雖然官方Instagram還有追蹤Hayoung），但可推斷已經退出。
改名為HOT PLACE，並且官方新聞報導中提及為再出道。
2月15日，ZOO娛樂宣布BADKIZ將改名為HOT PLACE，Hayoung確定退出，而加入新成員Taeri，並於2月18日正式公開Makestar計劃。另外，原定使用Kira作藝名的Somin將使用新藝名Jeje進行活動。
3月25日，在官方Instagram宣布HOT PLACE將於3月28日在Lotte Fitin舉行出道SHOWCASE。同日，LOUDers娛樂宣布HOT PLACE將於3月29日發行單曲專輯《TMI》，並正式出道。
3月28日，在Lotte Fitin舉行出道SHOWCASE。
3月29日，發行單曲《TMI》的音源，並正式出道。

### 2020年
2月12日，Sihyun和Taeri在各自的Instagram帳戶上宣布退出HOT PLACE。同日，LOUDers娛樂在HOT PLACE的官方cafe宣布BADKIZ回歸，可見HOT PLACE活動已告一段落。
3月起，Jeje和Hanbit分別以Eunyu和Seoeun稱呼自己，可推測兩人將使用新藝名進行活動。
4月4日，Eunyu在個人的Instagram發布的一則貼文的留言區回答了粉絲有關新成員的問題，當中新成員包括Rawhi、Rozi、Semi。
4月6日，BADKIZ的官方Instagram亦開始追蹤Rozi、Semi，代表正式加入BADKIZ。
4月9日，官方宣布Rawhi因為健康理由，將不會正式加入BADKIZ。
10月14日，Rozi在所有成員給粉絲寫了告別信後，確認Badkiz解散。

### 2022年
9月14日，BADKIZ的官方Instagram發佈一張四人的團體照，成員包括解散前仍在活動的Eunyu、Seoeun、Rozi（重組後改使用Rosy作藝名）及曾於2017年退出的U-Si（重組後改使用Yousi作藝名）。

### 2024年
2月25日，Seoeun在個人Instagram上宣布退出BADKIZ，團體暫為3人體制。
5月18日，Yousi在Instagram限時動態公開了BADKIZ在錄音室的畫面，上面除了標記Eunyu、Rosy外，還標記了Hyogang，可推測Hyogang將加入BADKIZ。
6月26日，BADKIZ的官方Instagram發佈新的團體和成員概念照，同時亦正式宣布Hyogang為新成員，並將會使用新藝名Harin活動。

## 成员資料
- 所有成員尚未正名

| 成員列表       |      |          |                 |                  |                     |                                 |                                        |
| 藝名           | 藝名 | 藝名     | 本名            | 本名             | 本名                | 出生日期／出生地                | 擔當                                   |
| 漢字           | 諺文 | 羅馬拼音 | 漢字            | 諺文             | 羅馬拼音            | 出生日期／出生地                | 擔當                                   |
| 殷侑           |      | Eunyu    | 張殷侑          | [ 註 2 ]         | Jang Eun-Yu         | 1992年4月10日 · 大邱廣域市      | 隊長、中心、主Rapper、領唱、領舞、門面 |
| 露智           |      | Rosy     | 金允情          | [ 36 ]           | Kim Yun-Jung        | 1995年3月9日 ·                  | 主領舞、領Rapper、副唱                 |
| 有詩           |      | Yousi    | 尹知延          |                  | Yoon Ji-Yeon        | 1997年11月13日 · 全羅北道益山市 | 主唱                                   |
| 荷璘           |      | Harin    | 全孝經          |                  | Jeon Hyo-Kyung      | 2000年8月15日 ·                 | 副唱、忙內                             |
| 已退出成員列表 |      |          |                 |                  |                     |                                 |                                        |
| 妍智           |      | Yeunji   | 李妍智          |                  | Lee Yeon-Ji         | 1993年9月26日 · 京畿道議政府市  | 副唱、門面                             |
| 恩珠           |      | Eunjoo   | 李恩珠          |                  | Lee Eun-Joo         | 1994年9月23日 · 全羅北道全州市  | 副唱、忙內                             |
| BomBom         |      | BomBom   | 金慈仁          | [ 38 ] [ 註 12 ] | Kim Ja-In           | 1992年11月14日 · 大田廣域市     | 主領舞、領唱、領Rapper                 |
| 知那           |      | Jina     | 劉知那          |                  | Yoo Ji-Na           | 1992年12月6日 · 釜山廣域市      | 主Rapper、領唱、領舞                   |
| 宥珉           |      | Yoomin   | 曹潤珉          |                  | Cho Yun-Min         | 1993年5月25日 · 忠清北道堤川市  | 副唱、門面                             |
| 夏娜           |      | Hana     | 李夏娜          |                  | Lee Ha-Na           | 1996年2月1日 ·                  | 副唱、忙內                             |
| 河那           |      | Haneul   | 金河那          |                  | Kim Ha-Neul         | 1992年4月26日 ·                 | 領唱                                   |
| 婁雅           |      | LuA      | 趙韓炅          |                  | Jo Han-Kyoung       | 1991年9月14日 · 首爾特別市      | 領舞、副唱、門面                       |
| 杜娜           |      | Duna     | 韓靜雅          |                  | Han Jung-A          | 1994年2月20日 ·                 | 領舞、副唱                             |
| Monika         |      | Monika   | 莫妮卡 / 徐智宥 |                  | Monika / Seo Ji-You | 1991年5月21日 · 日本 · 德国     | 第一任隊長、主唱、形象                 |
| 率菲           |      | Sol.B    | 韓率菲          |                  | Han Sol Bee         | 1995年1月16日 ·                 | 副唱、忙內                             |
| K.Me           |      | K.Me     | 罗美利          |                  | Na Mi Ri            | 1993年11月10日 · 全羅南道丽水市 | 主Rapper、主領舞、 副唱、形象          |
| 露熙           |      | Lohee    | 姜多贤          |                  | Kang Da-Hyun        | 1993年11月8日 ·                 | 主唱                                   |
| 河映           |      | Hayoung  | 金河映          |                  | Kim Ha-Young        | 1996年9月12日 ·                 | 主Rapper、領舞                         |
| 時炫           |      | Sihyun   | 姜時炫          |                  | Kang Si-Hyun        | 1997年11月11日 ·                | 副唱、門面                             |
| 太梨           |      | Taeri    | 林連智          |                  | Lim Yeon-Ji         | 2000年3月16日 ·                 | 領Rapper、副唱、忙內                   |
| 羅徽           |      | Rawhi    | 韓羅徽          |                  | Han Ra-Hwi          | 1995年（27歲） ·                | 領唱                                   |
| 世微           |      | Semi     | 朴洙珍          | [ 43 ]           | Park Su-Jin         | 1995年10月22日 ·                | 主領舞、副唱、忙內                     |
| 緒恩           |      | Seoeun   | 金緒恩          | [ 45 ] [ 註 30 ] | Kim Seo-Eun         | 1995年4月30日 ·                 | 主唱、副Rapper、形象                   |

### 隊長變動
| 任期   | 擔任隊長成員 | 任期                                    |
| 第一任 | Monika       | 2014年3月24日至2018年3月19日            |
| 第二任 | Eunyu        | 2018年3月19日至2020年10月 2022年9月至今 |

## 音乐作品

### 單曲
| 單曲 # | 單曲資料 | 曲目                                     |
| 1st    | 首張單曲《Ear attack》 - 發行日期：2014年3月24日 - 語言：韓語 - 發行公司：ZOO娛樂 - 參與成員：Monika、BomBom、Jina、Yeunji、Eunjoo                                       | 1. 귓방망이                              |
| 2nd    | 第二張單曲《Father》 - 發行日期：2014年5月29日 - 語言：韓語 - 發行公司：ZOO娛樂 - 參與成員：Monika、Jina                                                                 | 1. 아버지                                |
| 3rd    | 第三張單曲《Babomba》 - 發行日期：2014年11月13日 - 語言：韓語 - 發行公司：ZOO娛樂 - 參與成員：Monika、BomBom、Jina、Yoomin、Hana                                         | 1. 바밤바 2. 바밤바(Inst.)               |
| 4th    | 第四張單曲《Come Closer》 - 發行日期：2015年8月7日 - 語言：韓語 - 發行公司：ZOO娛樂 - 參與成員：Monika、LuA、Haneul、K.Me                                                | 1. 이리로 2. 이리로(Inst.)               |
| 5th    | 第五張單曲《HOTHAE》 - 發行日期：2015年3月11日 - 語言：韓語 - 發行公司：ZOO娛樂 - 參與成員：Monika、LuA、Somin、K.Me、U-Si                                               | 1. HOTHAE                                |
| 6th    | 第六張單曲《Ear Attack 2》 - 發行日期：2016年11月21日 - 語言：韓語 - 發行公司：ZOO娛樂 - 參與成員：Duna、Monika、Somin、K.Me、U-Si                                       | 1. 귓방망이2 2. 귓방망이2（inst.)        |
| 7th    | 第六張單曲《Give It To Me》 - 發行日期：2017年7月4日 - 語言：韓語 - 發行公司：ZOO娛樂 - 參與成員：Duna、Monika、Somin、K.Me、U-Si - 備註：出道以來首次沒有成員變動的回歸 | 1. Give It To Me 2. Intro (We're Badkiz) |
| 8th    | 第六張單曲《Just One Day》 - 發行日期：2018年4月6日 - 語言：韓語 - 發行公司：InterPark - 參與成員：Somin、Lohee、K.Me、Sol.B - 備註：首次沒有原成員的回歸                | 1. 딱하루 2. 딱하루(inst.)               |

### 單曲專輯
| 專輯 # | 專輯資料 | 曲目                                                         |
| 1st    | 首張單曲專輯《HOT PLACE》 - 發行日期：2019年3月29日 - 語言：韓語 - 發行公司：+PlusMedia - 專輯銷量：905+ - 參與成員：Jeje、Hanbit、Sihyun、Taeri | 1. TMI 2. TMI (Ruff Icy & MAKA Remix) 3. BAD BOX 4. Kill You |

### OST
| OST # | OST資料 | 曲目                                      |
| 1st   | 首張OST《다 잘뒬 거여 OST Part.7 (都会好起来的 OST Part.7)》 - 發行日期：2015年12月2日 - 語言：韓語 - 發行公司：+PlusMedia - 參與成員：Monika | 1. 조금만 조금만 2. 조금만 조금만（inst.) |

## 獎項

### 主要音樂節目榜單排名
| 主打歌曲排名成績 | 主打歌曲排名成績       | 主打歌曲排名成績      | 主打歌曲排名成績    | 主打歌曲排名成績       | 主打歌曲排名成績 | 主打歌曲排名成績     | 主打歌曲排名成績            | 主打歌曲排名成績                                       |
| --- | ---------------------- | --------------------- | ------------------- | ---------------------- | ---------------- | -------------------- | --------------------------- | ------------------------------------------------------ |
| 專輯 | 歌曲                   | Mnet 《M! Countdown》 | KBS2 《Music Bank》 | MBC 《Show! 音樂中心》 | SBS 《人氣歌謠》 | SBS MTV 《THE SHOW》 | MBC Music 《Show Champion》 | 備註                                                   |
| 2014年 |                        |                       |                     |                        |                  |                      |                             |                                                        |
| 無專輯單曲 | 귓방망이(Ear attack)   | *                     | *                   | *                      | *                | *                    | *                           | 出道                                                   |
| 無專輯單曲 | 아버지                 | *                     | *                   | *                      | *                | *                    | *                           | 以Monika、Jina名義發行                                 |
| 無專輯單曲 | 바밤바(Babomba)        | *                     | *                   | *                      | *                | *                    | *                           | 首次以七人體制回歸                                     |
| 2015年 |                        |                       |                     |                        |                  |                      |                             |                                                        |
| 無專輯單曲 | 이리로(Come Closer)    | 24                    | *                   | *                      | *                | *                    | *                           | 首次以四人體制回歸                                     |
| 2016年 |                        |                       |                     |                        |                  |                      |                             |                                                        |
| 無專輯單曲 | HOTHAE                 | 23                    | *                   | *                      | *                | *                    | *                           | 第二次以五人體制回歸                                   |
| 無專輯單曲 | 귓방망이2(Ear Attack2) | 24                    | *                   | *                      | *                | *                    | *                           | 歷經成員變動，還是以五人體制回歸。                     |
| 2017年 |                        |                       |                     |                        |                  |                      |                             |                                                        |
| 無專輯單曲 | Give It To Me          | 20                    | *                   | *                      | *                | *                    | *                           |                                                        |
| 2018年 |                        |                       |                     |                        |                  |                      |                             |                                                        |
| 無專輯單曲 | 딱하루（Just One Day)  | *                     | *                   | *                      | *                | *                    | *                           | 第二次以四人體制回歸                                   |
| 2019年 |                        |                       |                     |                        |                  |                      |                             |                                                        |
| HOT PLACE | TMI                    | 15                    | *                   | *                      | *                | *                    | *                           | 歷經成員變動，第三次以四人體制回歸 以HOT PLACE身分出道 |
| \| - 「/」表示未有相關資料 - 「 」：該段時期未設立排行榜 - 「*」：打榜中 - 取得《Show Champion》、《M! Countdown》及《人氣歌謠》三週一位後，排名自動除外 \| |                        |                       |                     |                        |                  |                      |                             |                                                        |
| - 「/」表示未有相關資料 - 「 」：該段時期未設立排行榜 - 「*」：打榜中 - 取得《Show Champion》、《M! Countdown》及《人氣歌謠》三週一位後，排名自動除外       |                        |                       |                     |                        |                  |                      |                             |                                                        |

| 各台冠軍歌曲獎座統計 | 各台冠軍歌曲獎座統計 | 各台冠軍歌曲獎座統計 | 各台冠軍歌曲獎座統計 | 各台冠軍歌曲獎座統計 | 各台冠軍歌曲獎座統計 | 各台冠軍歌曲獎座統計 | 各台冠軍歌曲獎座統計 | 各台冠軍歌曲獎座統計 |
| Mnet                 | KBS                  | MBC                  | SBS                  | SBS MTV              | MBC MUSIC            |                      |                      |                      |
| -------------------- | -------------------- | -------------------- | -------------------- | -------------------- | -------------------- | -------------------- | -------------------- | -------------------- |
| 0                    | 0                    | 0                    | 0                    | 0                    | 0                    |                      |                      |                      |
| 一位總數：0          |                      |                      |                      |                      |                      |                      |                      |                      |